# Alfred Glaus
Alfred Glaus (* 11. November 1891 in Basel; † 5. Dezember 1970 ebenda; heimatberechtigt ebenda) war ein Schweizer Psychiater.

## Leben
Der Sohn des gleichnamigen Musiklehrers am Konservatorium und Organisten am Münster (1853–1919) wuchs in Basel auf. Er studierte Medizin v. a. an der Universität Basel, wo er mit dem Staatsexamen abschloss. Während vier Jahren arbeitete er als Assistent bei Ernst Hedinger am Pathologisch-Anatomischen Institut der Universität Basel und danach ein Jahr als Assistent bei Alfred Jaquet in dessen Privatklinik in Riehen. Sowohl während des ersten wie auch während des Zweiten Weltkriegs leistete er Aktivdienst. 1920 wurde er Assistenzarzt bei Eugen Bleuler am Burghölzli. Dort lernte er seine Ehefrau, eine polnische Assistenzärztin, kennen, die ihn fortan bei seiner Arbeit begleitete. Die Ehe blieb kinderlos.
Glaus wurde Oberarzt, zuerst bei Wilhelm von Speyr an der Waldau, dann bei Charles Ladame am Bel-Air. 1927 eröffnete er eine Privatpraxis in Basel. Er absolvierte Weiterbildungen bei Oswald Bumke an der Psychiatrischen und Nervenklinik München, bei Johannes Lange in der Deutschen Forschungsanstalt für Psychiatrie und bei Hermann Simon an der Westfälischen Irrenanstalt Gütersloh. 1931 wurde er Oberarzt an der Klinik St. Pirminsberg, wo er die Arbeitstherapie einführte.
1932 wurde Glaus von Hans W. Maier als Oberarzt ans Burghölzli berufen, wo er bis 1957 verblieb. Dort wurde er bald leitender Arzt der Poliklinik, dann Privatdozent und Titularprofessor. Glaus vertrat eugenisches Gedankengut. Zusammen mit Maier und Hans Binder standardisierte er die von Maiers Vorgängern etablierte «Zürcher Praxis von Eheverbot, Abtreibungsregelung, Sterilisation und Kastration», welche weit über das Burghölzli hinauswirkte.
Er starb 1970 in Folge einer Hirnverletzung, die er sich bei einem Tramunfall im Vorjahr zugezogen hatte.

## Schriften (Auswahl)
- Über multiples Myelozytom mit eigenartigen, zum Teil kristallähnlichen Zelleinlagerungen, kombiniert mit Elastolyse und ausgedehnter Amyloidose und Verkalkung. In: Virchows Archiv für pathologische Anatomie und Physiologie und für klinische Medizin. Bd. 223, H. 3 (11. April 1917), S. 301–339, doi:10.1007/BF02034325 (Dissertation, Universität Basel, 1917).
- Über Pfropfschizophrenie und schizophrene Frühdemenz. In: Schweizer Archiv für Neurologie und Psychiatrie. Band 37 (1936), Heft 2, und Band 38 (1936), Heft 1 (Habilitationsschrift, Universität Zürich, 1936).
- Mit Ernst Grünthal, Hans Heimann, Roland Kuhn, Theodor Spoerri, Jakob Wyrsch: Beiträge zur Geschichte der Psychiatrie und Hirnanatomie (= Bibliotheca psychiatrica et neurologica. Bd. 100). Karger, Basel/New York 1957.
- Über Schwangerschaftsunterbrechungen und deren Verhütung: Zum Problem der psychiatrisch indizierten Schwangerschaftsunterbrechung gemäss Artikel 120 StGB sowie sterilisierender Operationen bei Mann und Frau im Sinne einer Interruptionsprophylaxe und geplanter Elternschaft. Huber, Bern/Stuttgart 1962.
- Wissenschaftliche Publikationen 1917–1962. o. O. o. J. (Sammelband von 58 Aufsätzen).